# کارن برانکورت
کارن برانکورت (انگلیسی: Karen Brancourt؛ زادهٔ ۱۵ مارس ۱۹۶۲) قایقران روئینگ اهل استرالیا است.